# Podzámčok, Zvolen
Podzámčok este o comună slovacă, aflată în districtul Zvolen din regiunea Banská Bystrica. Localitatea se află la altitudinea de 394 m deasupra n.m., se întinde pe o suprafață de 8,45 km2 și în 2017 număra 533 de locuitori. Se învecinează cu comuna Zvolen.

## Istoric
Localitatea Podzámčok este atestată documentar din 1425.

## Demografie
| An:                | 1994 | 2004   | 2014    | 2024   |
| ------------------ | ---- | ------ | ------- | ------ |
| Număr de persoane: | 337  | 336    | 512     | 555    |
| Diferență:         |      | −0,29% | +52,38% | +8,39% |

| An:                | 2023 | 2024   |
| ------------------ | ---- | ------ |
| Număr de persoane: | 554  | 555    |
| Diferență:         |      | +0,18% |